# Eccheardo d'Aura

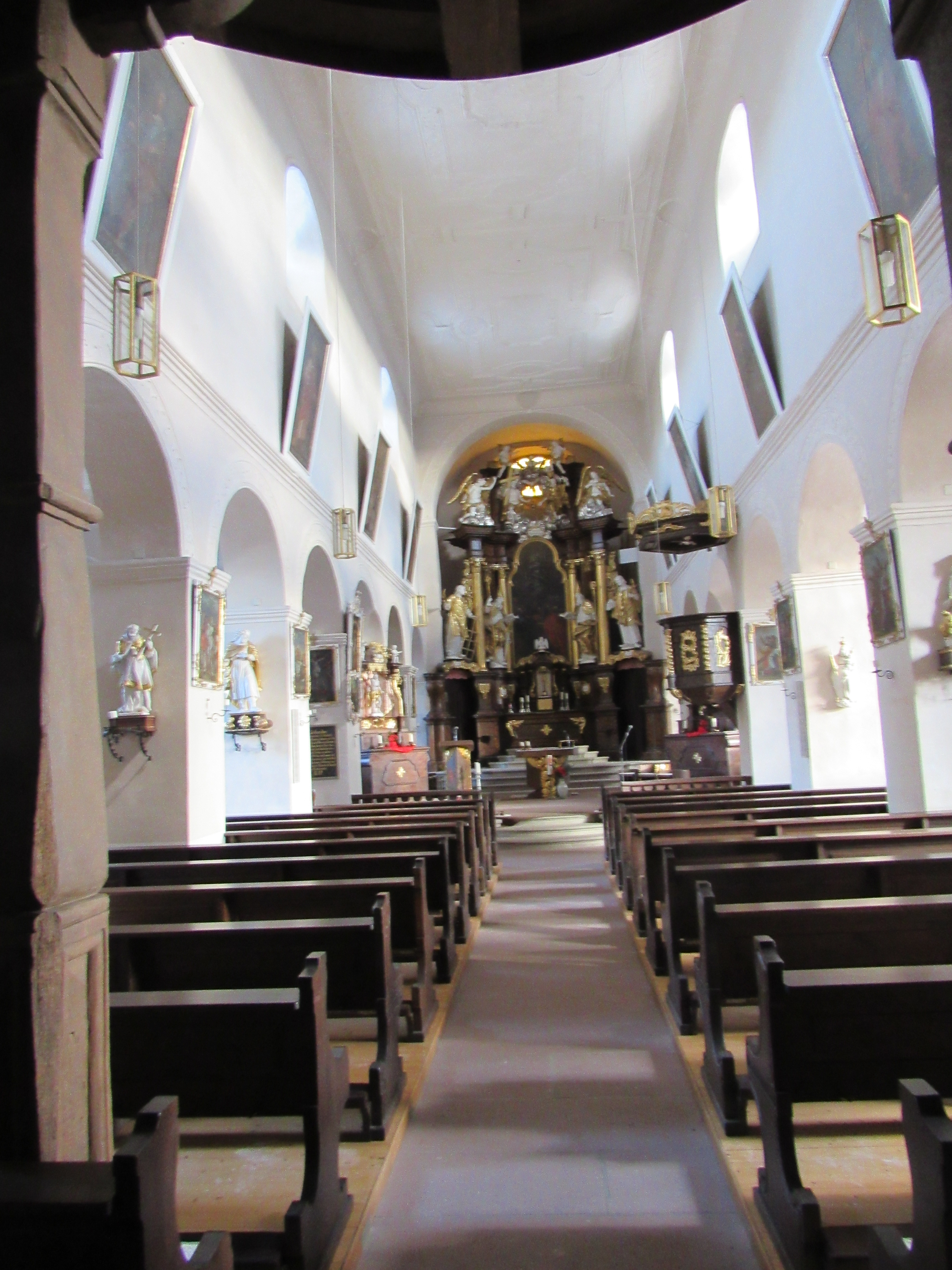
L'interno della chiesa abbaziale di Aura.

Eccheardo d'Aura (... – Aura, 1126) è stato un abate benedettino tedesco dell'abbazia di Aura (Germania).

## Biografia
Fu eletto abate di Aura nel 1108 ed è ricordato per avere aggiornato il Chronicon universale scritto da Frutolf di Michelsberg, aggiungendo importanti notizie sulla storia germanica nel periodo compreso tra gli anni 1098 e 1125, sotto il regno dell'imperatore Enrico V. Partecipò alla Crociata del 1101, diventando una delle principali fonte documentarie per lo studio delle crociate.